# Henri Coppens
Henri Coppens (Antuérpia, 29 de abril de 1930 - Wilrijk, 5 de fevereiro de 2015) é um ex-futebolista belga que competiu na Copa do Mundo FIFA de 1954.
A primeira vez que se tem notícia da cobrança de pênalti em 2 toques foi uma ocorrida em 1957, no jogo entre as seleções da Bélgica e da Islândia, válido pelas eliminatórias européias para a Copa do Mundo. O belga Henri Coppens tocou a bola para frente para que seu companheiro André Piters completasse a jogada.